# 51-ша гвардійська артилерійська дивізія (СРСР)
51-ша гвардійська артилерійська Оршанська Червонопрапорна ордена Олександра Невського дивізія (51 АртД, в/ч 41603) — колишнє з'єднання ракетних військ та артилерії Радянської армії а згодом Білорусі, яке існувало від 1943 до 1993 року. Створена 25 серпня 1972 році на основі 121-ї гвардійської гарматної артилерійської дивізії у місті Осиповичі, Могильовська область.

## Історія
Створена 25 серпня 1972 році на основі 121-ї гвардійської гарматної артилерійської дивізії у місті Осиповичі, Могильовська область.
У 1976 році створено 000 протитанковий артилерійський полк.
В 1978: 2 полки з 152-мм МЛ-20, 2 полки з 130-мм М-46, 1 полк з БМ-21 та 1 полк з 100-мм Т-12
У 1982 році 1360-й гвардійський реактивний артилерійський полк було переформовано на 336-та гвардійська реактивна артилерійська бригада.
Реорганізація 1984 року:
- 1335-й гаубичний артилерійський полк був переформований на 170-ту гаубичну артилерійську бригаду
- 1336-й важкий гаубичний артилерійський полк був переформований на 171-шу важку гаубичну артилерійську бригаду
- 1337-й гарматний артилерійський полк був переформований на 178-му гарматну артилерійську бригаду
- 1338-й гарматний артилерійський полк був переформований на 179-ту гарматну артилерійську бригаду
- 000 протитанковий артилерійський полк був переформований на 502-гу протитанкову артилерійську бригаду
- 1338-й гарматний артилерійський полк був розформований

У 1989 році:
- 179-ма гарматна артилерійська бригада була переформована на 2958-му базу зберіганні майна
- 502-га протитанкова артилерійська бригада стала окремою.

Від березня 1992 року перейшла під юрисдикцію Білорусі. Пізніше реорганізовано в 51-шу змішану артилерійську групу

## Структура
Протягом історії з'єднання його структура та склад неодноразово змінювались.

### 1975
- 1335-й гаубичний артилерійський полк (Осиповичі, Могильовська область)
- 1336-й важкий гаубичний артилерійський полк (Осиповичі, Могильовська область)
- 1337-й гарматний артилерійський полк (Осиповичі, Могильовська область)
- 1338-й гарматний артилерійський полк (Осиповичі, Могильовська область)
- 1360-й гвардійський реактивний артилерійський полк (Осиповичі, Могильовська область)
- 000 розвідувальний артилерійський батальйон (Осиповичі, Могильовська область)

### 1980
- 1335-й гаубичний артилерійський полк (Осиповичі, Могильовська область)
- 1336-й важкий гаубичний артилерійський полк (Осиповичі, Могильовська область)
- 1337-й гарматний артилерійський полк (Осиповичі, Могильовська область)
- 1338-й гарматний артилерійський полк (Осиповичі, Могильовська область)
- 1360-й гвардійський реактивний артилерійський полк (Осиповичі, Могильовська область)
- 000 протитанковий артилерійський полк (Осиповичі, Могильовська область)
- 000 розвідувальний артилерійський батальйон (Осиповичі, Могильовська область) - розгорнуто на 000 розвідувальний артилерійський полк у 1980

### 1988
- 170-та гаубична артилерійська бригада (Осиповичі, Могильовська область)
- 171-ша важка гаубична артилерійська бригада (Осиповичі, Могильовська область)
- 178-ма гарматна артилерійська бригада (Осиповичі, Могильовська область)
- 179-ма гарматна артилерійська бригада (Осиповичі, Могильовська область)
- 336-та гвардійська реактивна артилерійська бригада (Осиповичі, Могильовська область)
- 502-га протитанкова артилерійська бригада (Осиповичі, Могильовська область)
- 0000 розвідувальний артилерійський полк (Осиповичі, Могильовська область) - розформовано 1989
- 353-й окремий ремонтно-відновлювальний батальйон (Осиповичі, Могильовська область)
- 586-й окремий батальйон матеріального забезпечення (Осиповичі, Могильовська область)
- 626-та окрема медична рота (Осиповичі, Могильовська область)

## Оснащення
Оснащення на 19.11.90 (за умовами УЗЗСЄ):
- Штаб дивізії: 9 БТР-60, 1 ПРП-4, 1 ПУ-12 та 1 Р-145БМ
- 170-та гаубична артилерійська бригада: 49 122мм Д-30, 2 2С1 «Гвоздика», 2 2С3 «Акація», 1 152мм 2А65 «Мста-Б», 1 БМ-21 «Град», 3 ПРП-4, 1 Р-145БМ, 60 МТ-ЛБТ та 1 БТР-60
- 171-ша важка гаубична артилерійська бригада: 48 152мм 2А65 «Мста-Б», 12 1В18, 4 1В19, 5 ПРП-4, 1 Р-145БМ та 2 БТР-60
- 178-ма гарматна артилерійська бригада: 48 152мм 2А36 «Гіацинт-Б», 5 ПРП-4, 1 Р-145БМ та 1 БТР-60
- 336-та гвардійська реактивна артилерійська бригада: 48 9А52 «Смерч», 12 1В18 та 4 1В19
- 2958-ма база зберігання майна: 3 ПРП-4, 9 1В18, 3 1В19 та 1 Р-145БМ